# Primera dama de El Salvador
La primera dama de la República de El Salvador es un título no oficial que se utiliza para referirse a la cónyuge del presidente de la República. Es un título protocolar y su portadora es la encargada de coordinar actividades en materia social para la Presidencia, además de promover programas de desarrollo social en el país.
La primera dama actual es Gabriela Rodríguez de Bukele.

## Lista de las primeras damas de El Salvador
Se muestran datos de las primeras damas de El Salvador a partir del gobierno de Maximiliano Hernández Martínez.
| Primera dama                        | Presidente                         | Fecha de entrada         | Fecha de Salida          |
| ----------------------------------- | ---------------------------------- | ------------------------ | ------------------------ |
| Concepción Monteagudo               | Maximiliano Hernández Martínez     | 1 de agosto de 1934      | 1 de marzo de 1935       |
| Concepción Monteagudo               | Maximiliano Hernández Martínez     | 1 de marzo de 1935       | 9 de mayo de 1944        |
| Catalina Carvallo de Menéndez       | Andrés Ignacio Menéndez            | 28 de agosto de 1934     | 1 de marzo de 1935       |
| Catalina Carvallo de Menéndez       | Andrés Ignacio Menéndez            | 9 de mayo de 1944        | 21 de octubre de 1944    |
| Rosa Cardona de Aguirre             | Osmín Aguirre                      | 21 de octubre de 1944    | 1 de marzo de 1945       |
| Josefina Bulnes de Castaneda Castro | Salvador Castaneda Castro          | 1 de marzo de 1945       | 14 de diciembre de 1948  |
| No existe                           | Consejo de Gobierno Revolucionario | 14 de diciembre de 1948  | 14 de septiembre de 1950 |
| Esperanza Llerena                   | Óscar Osorio                       | 14 de septiembre de 1950 | 14 de septiembre de 1956 |
| Coralia Párraga de Lemus            | José María Lemus                   | 14 de septiembre de 1956 | 26 de octubre de 1960    |
| No existe                           | Junta de Gobierno                  | 26 de octubre de 1960    | 25 de enero de 1961      |
| No existe                           | Directorio Cívico-Militar          | 25 de enero de 1961      | 25 de enero de 1962      |
| Blanca Luna de Cordón               | Rodolfo Cordón Cea                 | 25 de enero de 1962      | 1 de julio de 1962       |
| Berta de Rivera                     | Julio Adalberto Rivera             | 1 de julio de 1962       | 1 de julio de 1967       |
| Marina Uriarte de Sánchez Hernández | Fidel Sánchez Hernández            | 1 de julio de 1967       | 1 de julio de 1972       |
| María Elena Contreras de Molina     | Arturo Armando Molina              | 1 de julio de 1972       | 1 de julio de 1977       |
| Gloria Guerrero de Romero           | Carlos Humberto Romero             | 1 de julio de 1977       | 15 de octubre de 1979    |
| No existe                           | Junta Revolucionaria de Gobierno   | 15 de octubre de 1979    | 2 de mayo de 1982        |
| Lisabele Magaña                     | Álvaro Magaña                      | 2 de mayo de 1982        | 1 de junio de 1984       |
| Inés Durán de Duarte                | José Napoleón Duarte               | 1 de junio de 1984       | 1 de junio de 1989       |
| Margarita Llach de Cristiani        | Alfredo Cristiani                  | 1 de junio de 1989       | 1 de junio de 1994       |
| Elizabeth Aguirre de Calderón       | Armando Calderón Sol               | 1 de junio de 1994       | 1 de junio de 1999       |
| Lourdes Rodríguez de Flores         | Francisco Flores                   | 1 de junio de 1999       | 1 de junio de 2004       |
| Ana Ligia Mixco Sol de Saca         | Elías Antonio Saca                 | 1 de junio de 2004       | 1 de junio de 2009       |
| Vanda Pignato                       | Mauricio Funes                     | 1 de junio de 2009       | 1 de junio de 2014       |
| Margarita Villalta de Sánchez       | Salvador Sánchez Cerén             | 1 de junio de 2014       | 1 de junio de 2019       |
| Gabriela Rodríguez de Bukele        | Nayib Bukele                       | 1 de junio de 2019       | En el cargo              |